# 克里斯蒂安·科斯托夫
克里斯蒂安·康斯坦丁诺夫·科斯托夫（羅馬化：Kristian Konstantinov Kostov；2000年3月15日—）是一位出生于俄罗斯的保加利亚歌手。他自6岁起开始进入音乐行业，曾在2014年参加俄罗斯音乐选秀节目《俄罗斯儿童之声》进入总决赛，自此在俄罗斯开始成名。2015年，科斯托夫又参加了保加利亚版《X音素》获得亚军，在保加利亚也打响名声，随后与保加利亚弗吉尼亚唱片签约。2017年，17岁的科斯托夫获选代表保加利亚参加欧洲歌唱大赛，是本届赛事中最年轻的选手。他以《美丽的困境》一曲收获615分，位列当届赛事亚军，也创造了保加利亚在这一赛事中的最佳成绩。2019年，科斯托夫参加了中国湖南卫视的歌唱节目《歌手2019》。

## 早年生活和家庭背景
克里斯蒂安·科斯托夫于2000年3月15日在俄罗斯莫斯科出生。科斯托夫擁有俄羅斯和保加利亞的雙重公民權，自称身份介于“俄罗斯和保加利亚之间”，其家族背景十分多元。他的父亲康斯坦丁（ / ）是保加利亚人，母亲扎吾列（ / ）是哈萨克人，扎吾列于1985年自哈萨克斯坦赴莫斯科留学，毕业后结识了康斯坦丁，两人在莫斯科组建了家庭。科斯托夫的家庭成员中半数信仰基督教，另一半则是穆斯林。他自幼接触不同的宗教和文化，能熟练使用保加利亚语、俄语和英语三种语言，亦能理解哈萨克语。他还因为喜爱日本文化而学习了一点日语，但水平尚不足以与人交流。
科斯托夫自幼和外祖父母一起生活，称自己对音乐的喜爱很大程度来自外祖父的影响。他从小就表现出音乐天赋，4岁时便开始到音乐学院学习。

## 音乐事业

### 早期事业
科斯托夫很早就投身音乐事业。他于6岁时加入莫斯科儿童音乐团体Neposedy，自此进入音乐界，在俄罗斯全国演出。2011年，11岁的科斯托夫离开乐团，开始独唱事业。之后他参加了多个全国或国际音乐赛事。他在《儿童之声》（Sound Kids）比赛中夺冠，2012年在《儿童新浪潮》（A New Wave for Children）中进入最终决赛，同年还获得《音乐学校》（School of Music）的第三名。

### 2014－2016：选秀成功

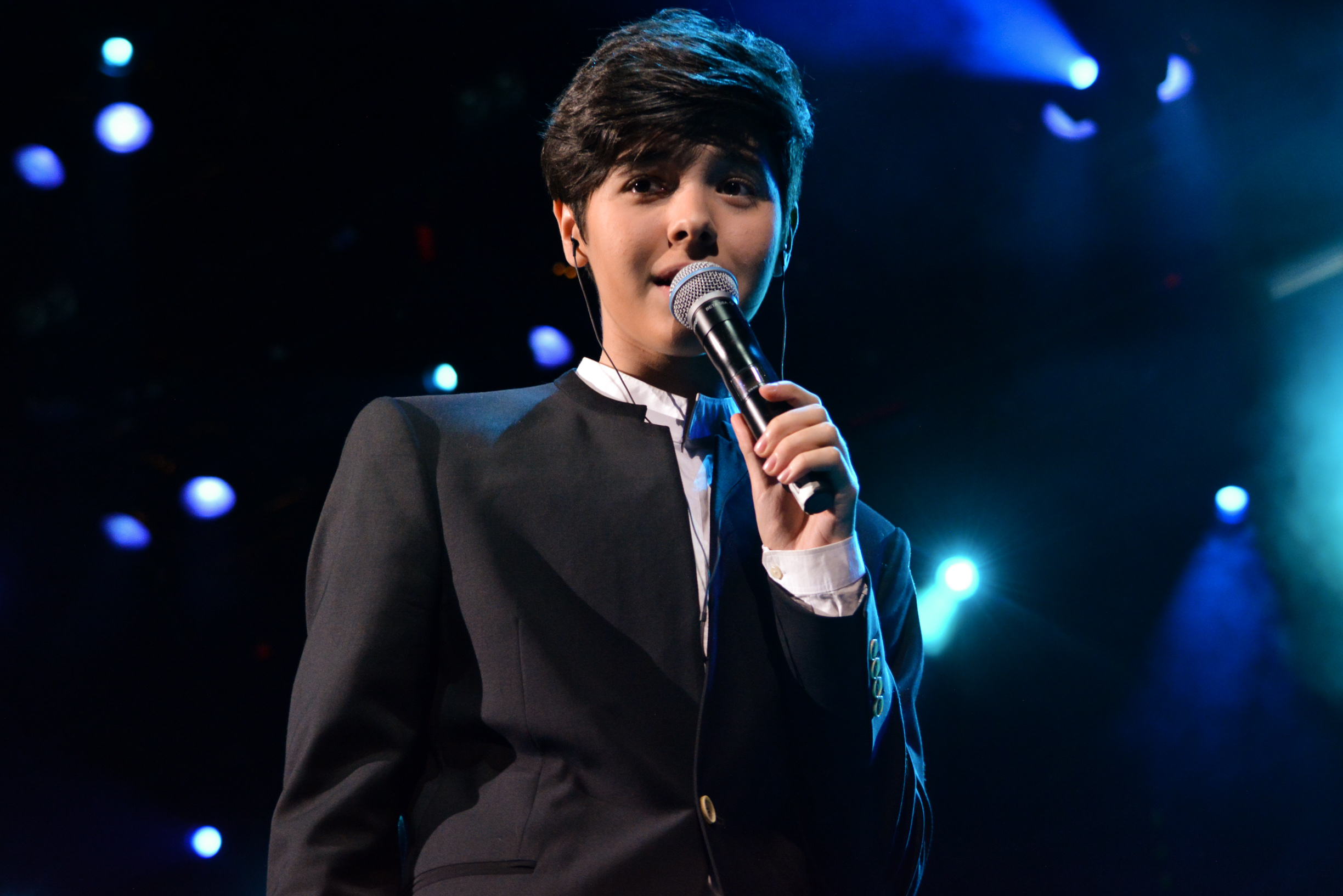
2015年4月，科斯托夫在《俄罗斯儿童之声》节目中表演

2014年，科斯托夫参加了俄罗斯音乐选秀节目《俄罗斯儿童之声》第一季。在节目中他加入2008年欧洲歌唱大赛冠军季马·比兰的队伍，最终进入这一季的总决赛成为六强选手之一，但在总决赛第一轮之后遭淘汰。科斯托夫自此开始在俄罗斯逐渐成名，他尤其感谢比兰给他的指导，称他“激励了自己”，每周都挖掘出自己最优秀的潜力，认为与比兰共事是自己参赛的最大收获。科斯托夫虽没能夺冠，但其演出给观众留下了深刻印象，收获了一众歌迷。11月，科斯托夫受邀为联合国儿童基金会的#想象计划（#Imagine project）表演，成为这一活动中唯一一位俄罗斯艺人。同年年末，他在俄罗斯发行了一张单曲《听雨》（ / ）。次年4月，他在俄罗斯和自己的伴舞团体一起现场表演了这首歌曲，其演出和舞蹈都获得好评。
| 科斯托夫在《俄罗斯儿童之声》中的表演 | 科斯托夫在《俄罗斯儿童之声》中的表演 | 科斯托夫在《俄罗斯儿童之声》中的表演 | 科斯托夫在《俄罗斯儿童之声》中的表演 | 科斯托夫在《俄罗斯儿童之声》中的表演 |
| 比赛轮次                             | 演唱歌曲                             | 歌曲原唱                             | 播出日期                             | 比赛结果                             |
| ------------------------------------ | ------------------------------------ | ------------------------------------ | ------------------------------------ | ------------------------------------ |
| 盲选                                 |                                      | 艾莉西亚·凯斯                        | 2014年3月14日                        | 3位导师全部转身 加入季马·比兰队伍    |
| 擂台对战                             |                                      |                                      | 2014年4月4日                         | 晋级                                 |
| 淘汰赛                               |                                      | 艾莉西亚·凯斯                        | 2014年4月4日                         | 导师选择晋级                         |
| 直播总决赛第一轮                     |                                      |                                      | 2014年4月28日                        | 观众投票淘汰，未晋级第二轮最终总决赛 |

2015年8月，科斯托夫前往保加利亚，参加了该国音乐选秀节目《X音素》第四季的海选。在比赛中，他称自己是保加利亚人，所以梦想能在保加利亚也开创一番音乐事业。他在比赛中一路进入总决赛，最终获得当季第二名。他的家人在赛后回到莫斯科，而他独自留在保加利亚继续学业和音乐事业。
| 科斯托夫在保加利亚版《X音素》中的表演 | 科斯托夫在保加利亚版《X音素》中的表演 | 科斯托夫在保加利亚版《X音素》中的表演 | 科斯托夫在保加利亚版《X音素》中的表演 | 科斯托夫在保加利亚版《X音素》中的表演 |
| 比赛轮次                              | 比赛主题                              | 演唱歌曲                              | 歌曲原唱                              | 比赛结果                              |
| ------------------------------------- | ------------------------------------- | ------------------------------------- | ------------------------------------- | ------------------------------------- |
| 海选                                  | 自由选择                              |                                       | 布鲁诺·马尔斯                         | 晋级训练营                            |
| 训练营                                | 团体表演                              |                                       | 希雅                                  | 晋级评审屋                            |
| 评审屋                                | 自由选择                              |                                       | 艾莉西亚·凯斯                         | 晋级直播赛                            |
| 直播赛第一轮                          | 冠军单曲                              |                                       | 艾德·希兰                             | 晋级                                  |
| 直播赛第二轮                          | 万圣夜                                |                                       | 赫齊爾                                | 晋级                                  |
| 直播赛第三轮                          | 初恋                                  |                                       | 山姆·史密斯                           | 晋级                                  |
| 直播赛第四轮                          | 保加利亚热门金曲                      |                                       | 格拉法                                | 晋级                                  |
| 直播赛第五轮                          | 电影原声                              |                                       | 威尔·史密斯                           | 晋级                                  |
| 直播赛第六轮                          | 女星和英雄                            |                                       | 瓦西尔·内登诺夫                       | 晋级                                  |
| 直播赛第七轮                          | 迪斯科金曲                            |                                       | 布鲁诺·马尔斯                         | 晋级                                  |
| 直播赛第八轮                          | 国际热门金曲                          |                                       | 柳拜乐队                              | 晋级                                  |
| 圣诞节特别集                          | 圣诞节                                |                                       | 贾斯汀·比伯                           | 非淘汰赛                              |
| 直播赛第九轮                          | 爱是一切                              |                                       | 单向乐队                              | 晋级                                  |
| 直播赛第九轮                          | 爱是一切                              | （与达拉合唱）                        | 玛莉亚·伊列娃                         | 晋级                                  |
| 直播赛第十轮                          | 泪水和笑容                            |                                       | 艾德·希兰                             | 晋级                                  |
| 直播赛第十轮                          | 泪水和笑容                            | 布鲁诺·马尔斯                         |                                       | 晋级                                  |
| 半决赛                                | 一首老歌、一首新歌                    |                                       | 披头士乐队                            | 后两名（第3名）                       |
| 半决赛                                | 一首老歌、一首新歌                    | 贾斯汀·比伯                           |                                       | 后两名（第3名）                       |
| 半决赛                                | 最终对决                              |                                       | 尼克·乔纳斯                           | 后两名（第3名）                       |
| 总决赛                                | 一首独唱、一首对唱                    |                                       | 柳拜乐队                              | 亚军                                  |
| 总决赛                                | 一首独唱、一首对唱                    | （与瓦西尔·内登诺夫合唱）             | 瓦西尔·内登诺夫                       | 亚军                                  |
| 总决赛                                | 季终歌曲                              |                                       | 埃米尔·迪米特罗夫                     | 亚军                                  |

### 2016－2018：签约、发行单曲，欧洲歌唱大赛

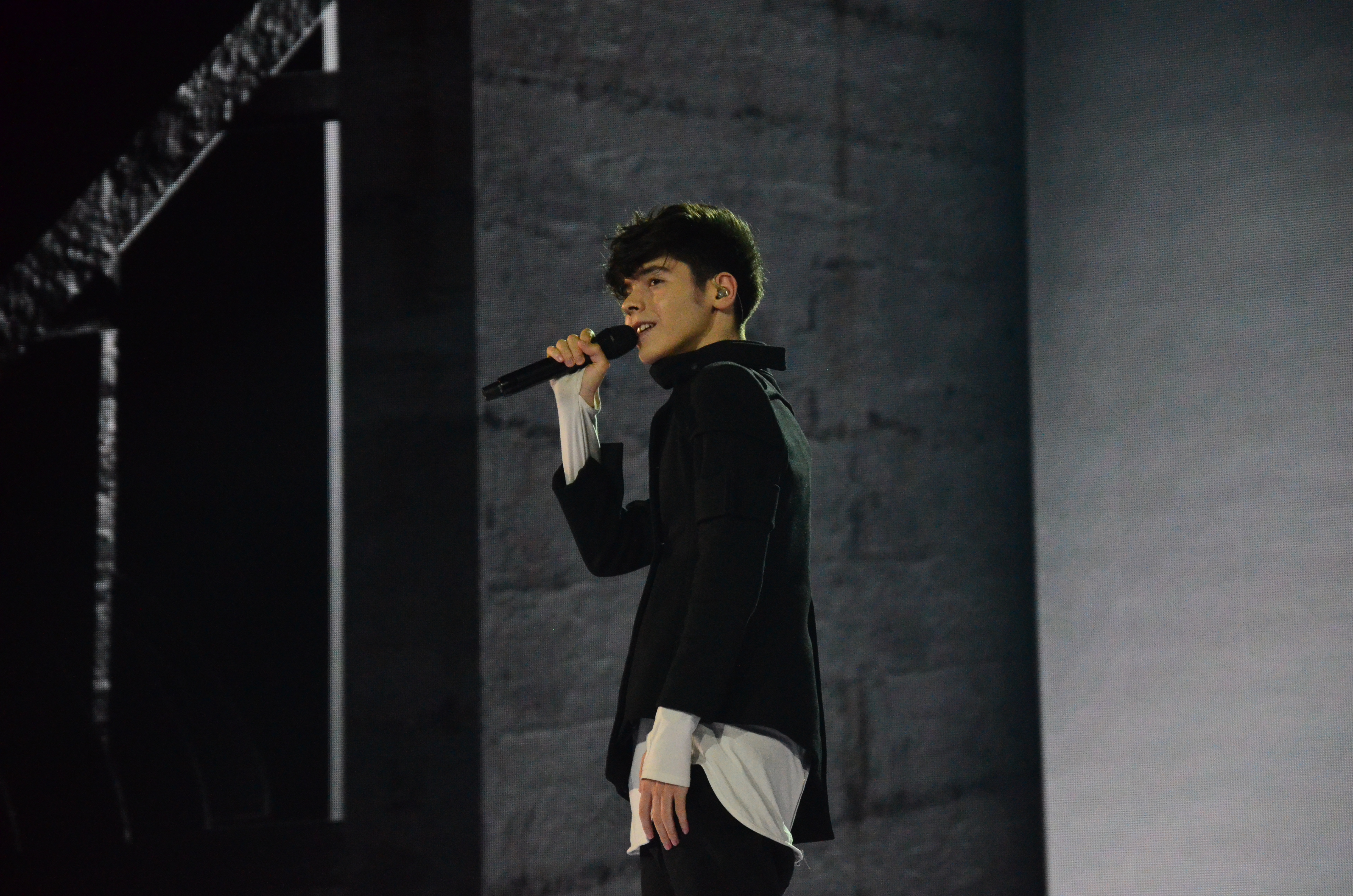
2017年，科斯托夫在欧洲歌唱大赛总决赛带妆彩排现场

《X音素》结束后不久，科斯托夫便与保加利亚国内最知名的唱片公司之一弗吉尼亚唱片（Virginia Records）签下合约。2016年9月，他参加了该国规模最大的音乐活动“好声音欢乐能量巡演”（The Voice Happy Energy Tour），并在索菲亚的巡演收官场现场演唱。2016年10月7日，他发行了签约后的首支单曲《你不适合我》（ / ），同时发布了单曲的音乐录影带。这首歌曲发行之后连续两周位列保加利亚电台排行榜冠军，即为该国电台播放次数最多的歌曲。单曲还登上保加利亚二十强单曲排行榜，在榜五周，最高排名第13位。之后又于2017年1月13日发行了英文版本《女孩你俘获了我》（You Got Me Girl）。他还与保加利亚说唱组合合作演唱了单曲《升级》（ / ），于2016年11月25日发行，单曲之后在保加利亚电台排行榜中连续14周夺冠，还进入保加利亚二十强单曲排行榜，最高排名第13位。其音乐录影带在YouTube上收获逾600万观看量。
2017年3月13日，保加利亚国家电视台宣布科斯托夫将代表该国参加当年的欧洲歌唱大赛，他将在比赛中演唱《美丽的困境》一曲。此时他尚未满17岁，是当届比赛中最年轻的一位选手，也是大赛历史上第一位在2000年代出生的参赛者。歌曲音乐录影带于3月末公开，单曲也在随后的4月发行。
2017年欧洲歌唱大赛于当年5月在前一年冠军国乌克兰的首都基辅举办。3月末，乌克兰以“非法进入克里米亚”为由禁止俄罗斯参赛选手尤利娅·萨莫洛娃入境。2014年3月，克里米亚脱离乌克兰并入俄罗斯，乌方视此为俄罗斯的侵略行为，于11月颁布法令认定自俄罗斯进入克里米亚为非法，而萨莫洛娃之后于2015年自俄方前往克里米亚违反了这项法令，乌政府因此不允许她入境参赛。俄罗斯最终以退赛作为回应。之后消息曝光科斯托夫在2014年6月也曾自俄罗斯进入克里米亚举办演出，观众一度担忧他同样会因此收到入境禁令而无法参赛。但乌克兰边境管理部门最终裁定他没有违反乌克兰法律，原因是科斯托夫前往克里米亚时这一法令仍未生效。他因此获准入境参加本届赛事。曾获得此项大赛冠军并在选秀节目中指导过科斯托夫的季马·比兰在赛前称他虽然“代表保加利亚参赛，但也是我们（俄罗斯）的英雄”。
科斯托夫在赛前已经获得观众和博彩公司的看好，博彩公司开出他的夺冠赔率在全部42名参赛者中名列前茅。他在两场半决赛中的第二场登场，获得403分，其中包括专业评委给出的199分和观众投票给出的204分，两个分项得分及总成绩在该场半决赛中均排名第一，进入总决赛。在5月13日晚举办的总决赛中，科斯托夫获得专业评委打出的278分和观众投票打出的337分，两项得分均排名第二，以615分的总成绩仅次于冠军葡萄牙选手萨尔瓦多·索布拉尔，获得当届赛事亚军。这一成绩超越了前一年获得第4名的波莉·奇诺娃，成为保加利亚自2005年开始参加这项赛事以来获得的最佳成绩。
2017年，科斯托夫在德国慕尼黑通过了美国伯克利音乐学院的面试并获得其录取。同年11月，他还在中国三亚举办的2017年世界小姐总决赛现场表演。2018年，科斯托夫和其他9位欧洲歌手一同获得欧洲跨国界音乐奖，他还凭借歌迷投票获得当届奖项的公众选择奖。

### 2019：《歌手》
2019年1月，科斯托夫参加了中国湖南卫视的音乐真人秀《歌手2019》。他也是该节目历史上首位00后参赛者。科斯托夫在参加6场竞演，第二轮之后被淘汰。
| 科斯托夫在《歌手2019》中的表演 | 科斯托夫在《歌手2019》中的表演 | 科斯托夫在《歌手2019》中的表演 | 科斯托夫在《歌手2019》中的表演 | 科斯托夫在《歌手2019》中的表演 | 科斯托夫在《歌手2019》中的表演 | 科斯托夫在《歌手2019》中的表演 | 科斯托夫在《歌手2019》中的表演 | 科斯托夫在《歌手2019》中的表演            |
| 期数                           | 轮数                           | 首播日期                       | 演唱歌曲                       | 原唱者                         | 歌曲介绍 | 排名                           | 得票率                         | 备注                                      |
| ------------------------------ | ------------------------------ | ------------------------------ | ------------------------------ | ------------------------------ | --- | ------------------------------ | ------------------------------ | ----------------------------------------- |
| 1                              | 第一轮排位赛                   | 2019年1月11日                  | 《Beautiful Mess》             | Kristian Kostov                | 词／曲：Borislav Milanov、Sebastian Arman、Joacim Bo Persson、Alex Omar、Alexander V. Blay 编曲：Borislav Milanov、Sebastian Arman、Kristian Kostov、David Bronner、Daniel Kostov | 4                              | 14.34%                         | 个人排名最高的演出                        |
| 2                              | 第一轮淘汰赛                   | 2019年1月18日                  | 《Hello》                      | Adele                          | 词／曲：Adele Adkins、格萊格·科爾斯汀 编曲：Nick Pyo | 5                              | 10.50%                         | 两场总成绩第5名                           |
| 3                              | 第一轮踢馆赛                   | 2019年1月25日                  | 《Crazy》                      | Gnarls Barkley                 | 词／曲：Brian Burton、Thomas Callaway、Gian Franco Reverberi、Gian Piero Reverberi 编曲：Nick Pyo                                                                                 | 6                              | 10.69%                         |                                           |
| 3                              | 第一轮踢馆赛                   | 2019年1月25日                  | 《Don't》                      | Ed Sheeran                     | 词／曲：Ed Sheeran、Benjamin Levin | 6                              | 10.69%                         |                                           |
| 4                              | 第二轮排位赛                   | 2019年2月1日                   | 《记得》                       | 张惠妹                         | 词：易家扬 曲：林俊杰 编曲：郑楠 | 4                              | 13.795%                        | 个人排名最高的演出 首次在比赛中选唱中文歌 |
| 5                              | 第二轮淘汰赛                   | 2019年2月8日                   | 《In My Blood》                | Shawn Mendes                   | 词／曲：Shawn Mendes、Geoff Warburto、Teddy Geiger、Scott Harris 编曲：Sasha Xuman、Kristian Kostov、Daniel Kostov                                                                | 5                              | 12.125%                        | 两场总成绩第4名                           |
| 5                              | 第二轮淘汰赛                   | 2019年2月8日                   | 《Stitches》                   | Shawn Mendes                   | 词／曲：Danny Parker、Teddy Geiger、Daniel Kyriakides 编曲：Sasha Xuman、Kristian Kostov、Daniel Kostov                                                                           | 5                              | 12.125%                        | 两场总成绩第4名                           |
| 6                              | 第二轮踢馆赛                   | 2019年2月15日                  | 《天真有邪》                   | 林宥嘉                         | 词：黄伟文 填词：Kristian Kostov 曲：林宥嘉 编曲：郑楠 | 7                              | 6.205%                         | 个人排名最低的演出 首节为英语演唱         |
| 7                              | 第三轮排位赛                   | 2019年2月22日                  | 《I See Fire》                 | Ed Sheeran                     | 词／曲：Ed Sheeran 编曲：Sasha Xuman、Daniel Kostov、Petio Kostadinov | 返场表演                       | 返场表演                       |                                           |
| 12                             | 突围赛                         | 2019年3月29日                  | 《Get It》                     | Kristian Kostov                | 词／曲：Kristian Kostov、Daniel Kostov、Maria Erke、Sasha Xuman 编曲：Sasha Xuman、Daniel Kostov、Borislav Milanov                                                                | 7                              | 6.28%                          | 个人排名最低的演出 突围失败               |
| 12                             | 突围赛                         | 2019年3月29日                  | 《Rift》                       | Kristian Kostov                | 词／曲：Kristian Kostov、Daniel Kostov、Maria Erke、Sasha Xuman 编曲：Sasha Xuman、Daniel Kostov、Borislav Milanov                                                                | 7                              | 6.28%                          | 个人排名最低的演出 突围失败               |

## 音乐作品列表

### EP
- 開場白[46]

### 单曲

#### 主唱单曲
| 《你不适合我》（Не си за мен）          | 2016 | 13 | 未收录于专辑中 |
| 《女孩你俘获了我》（You Got Me Girl）      | 2017 | —  | 未收录于专辑中 |
| 《美丽的困境》（Beautiful Mess）          | 2017 | —  | 未收录于专辑中 |
| “—”表示在该国未上榜或未发行 |      |    |                |

#### 合作单曲
| 《准备飞翔》（Ready to Fly） （与克里斯蒂安·科斯托夫） | 2015 | —  | 未收录于专辑中 |
| 《升级》（Вдигам Level） （与克里斯蒂安·科斯托夫合作） | 2016 | 13 | 《》           |
| “—”表示在该国未上榜或未发行                |      |    |                |

#### 其他合作歌曲
| 曲名                                            | 发行年份 | 最高排名 | 出自专辑       |
| 曲名                                            | 发行年份 | 独联体   | 出自专辑       |
| ----------------------------------------------- | -------- | -------- | -------------- |
| 《没有战争的世界》 （ / ） 〔地球儿童（Дети земли）演唱〕 | 2014     | 313      | 未收录于专辑中 |